# Kopisk
Kopisk est un village de Pologne, situé dans la gmina de Dobrzyniewo Duże, dans le Powiat de Białystok, dans la voïvodie de Podlachie.

## Source
- (en) Cet article est partiellement ou en totalité issu de l’article de Wikipédia en anglais intitulé « Kopisk » (voir la liste des auteurs).

1. ↑  (pl) « Gmina Dobrzyniewo Duże (podlaskie) » mapy, GUS, nieruchomości, noclegi, szkoły, regon, kody pocztowe, wypadki drogowe, bezrobocie, wynagrodzenie, zarobki, tabele, edukacja, demografia, przedszkola », sur Polska w liczbach (consulté le 18 août 2025)